# Dévényi Cecília
Dévényi Cecília (Budapest, 1941. március 17. – Budapest, 1998. december 13.) magyar színésznő, koreográfus.

## Életpályája
Színészi pályája a szolnoki Szigligeti Színházban indult 1958-ban. 1962-től a kecskeméti Katona József Színházhoz szerződött, 1968-tól egy évadot a Veszprémi Petőfi Színházban töltött. 1969-től haláláig a Vidám Színpad egyik népszerű művésznője volt. Kiválóan énekelt, és koreográfiákat is készített.

## Fontosabb színházi szerepeiből
- William Shakespeare: Lóvá tett lovagok... A francia királylány
- Friedrich Dürrenmatt: Meteor... Olga, Schwitter felesége
- Tennessee Williams: Az ifjúság édes madara... Lucy
- Jan Schneider – Bohuslav Ondráček: Gentlemanek... Dáma
- Albert Willemetz – Raimond Vincy – Francis Lopez: Andalúzia... Grete
- Madách Imre: Az ember tragédiája... Cluvia
- Gárdonyi Géza: Ida regénye... Ella
- Csizmarek Mátyás: Érdekházasság... Kati
- Grimm fivérek: Hamupipőke... Tündérkirálynő
- Lehár Ferenc: Luxemburg grófja... Juliette
- Ábrahám Pál: Bál a Savoyban... Daisy Parker
- Ábrahám Pál: Viktória... Riquette
- Jacobi Viktor: Leányvásár... Bessy
- Leo Fall: Pompadour... Belotte
- Hervé: Nebáncsvirág... Corinna
- Eisemann Mihály – Kellér Dezső – K. Halász Gyula: Fiatalság, bolondság... Hudacsekné
- Zerkovitz Béla: Csókos asszony... Rica-Maca
- Pierre Barillet – Jean-Pierre Grédy – Nádas Gábor – Szenes Iván: A kaktusz virága... Stéphanie

## Koreográfiáiból
- Bohuslav Ondráček: Gentlemanek (Veszprémi Petőfi Színház)
- Szovjet kabaré (Kisszínpad, a Vidám Színpad Kamaraszínpada)
- Dobogón vagyunk (Kisszínpad, a Vidám Színpad Kamaraszínpada)
- Isteni komédia (Kisszínpad, a Vidám Színpad Kamaraszínpada)
- Ide figyeljenek, emberek! (Kisszínpad, a Vidám Színpad Kamaraszínpada)
- Nyomjuk a 'sóder'-t?! (Vidám Színpad)
- Egy király Párizsban (Vidám Színpad)
- Észnél legyünk! (Vidám Színpad)
- Micsoda cirkusz (Vidám Színpad)

## Filmek, tv
- Nem értem a nőket... (1963)
- Pacsirta (1964)
- Hajrá, magyarok! (1970)
- Robog az úthenger Az utolsó lakó című rész (1976)
- Fogfájás (1979)
- Humorista a mennyországban (1982)
- Pornósztár volt őnagysága (1989)